# قدرت كندي
قدرت‌ كندي هي قرية في مقاطعة مياندوآب، إيران. يقدر عدد سكانها بـ 177 نسمة بحسب إحصاء 2016.